# Hideki Yukawa
Hideki Yukawa (japanska: 湯川 秀樹?, Yukawa Hideki), född 23 januari 1907 i Tokyo, död 8 september 1981 i Kyoto, var en japansk teoretisk fysiker och nobelpristagare i fysik.

## Biografiska uppgifter
Hideki Yukawa gifte sig 1932 med Sumi och fick två söner, Harumi och Takaaki.

## Karriär
Hideki Yukawa avlade kandidatexamen i naturvetenskap 1929 vid Kyoto universitet, och han stannade kvar där som föreläsare i fyra år. 1933 blev han, vid 26 års ålder, en föreläsare vid Osaka universitet. 
År 1938 tilldelades han en doktorsgrad i vetenskap vid Osaka universitet, främst för sina förutsägelser om förekomsten av mesoner och sina teoretiska studier av kärnkraftens natur. Dessa forskningsresultat var anledningen till att han senare tilldelades Nobelpriset i fysik.
År 1940 fick han en professur vid Kyoto universitet. 1940 tilldelades han Japanska Akademins kejserliga pris och 1943 dekorerades han med medalj för Kulturella Insatser av den japanska regeringen.
1949 blev han professor vid Columbia University och fick sitt nobelpris sedan Cecil Powell 1947 upptäckt pimesonen, som förutsagts i Yukawas mesonteori från 1934. Yukawa förutsade även elektroninfångning, där en elektron i K-skalet kan bli absorberad av kärnan. 1953 utnämndes han till den förste ordföranden för Yukawa Institute for Theoretical Physics.

## Vetenskapliga insatser
Hideki Yukawas intressen låg inom teoretisk fysik, i synnerhet kring teorier om  elementarpartiklar. Yukawa blev den förste japan som 1949 tilldelades Nobelpriset i fysik, efter att ha förutspått pimesonernas existens. 1935 publicerade han sin teori om mesoner, som förklarade utbytet mellan protoner och neutroner och fick ett avgörande inflytande på forskningen kring elementarpartiklar.

## Hedersbetygelser
Hideki Yukawa fick ett hedersdoktorat vid Parisuniversitetet och blev hedersmedlem i Royal Society of Edinburgh, Indiska vetenskapsakademin, International Academy of Philosophy of Science och Pontificia Academia Scientiarum som erkännande för insatser inom vetenskapen.
Asteroiden 6913 Yukawa är uppkallad efter honom.

## Övrigt
Hideki Yukawa var redaktör för Progress of Theoretical Physics från 1946 och publicerade åtskilliga vetenskapliga artiklar och föreläsningsanteckningar, däribland Introduction to Quantum Mechanics (1946) och Introduction to the Theory of Elementary Particles, 1948, båda på japanska. 1955 sällade han sig till 10 andra ledande vetenskapsmän och intellektuella och undertecknade Russell-Einsteinmanifestet, vilket krävde kärnvapennedrustning.